# ДНК-содержащие вирусы
ДНК-содержащие вирусы — вирусы, геном которых представлен дезоксирибонуклеиновой кислотой и репликация идёт посредством ДНК-зависимой ДНК-полимеразы, без использования промежуточного звена-посредника РНК.
Геномная ДНК этих вирусов может быть двуцепочечной или одноцепочечной и иметь линейную или кольцевую форму.

## Группа I — вирусы, содержащие двуцепочную ДНК
- Порядок Caudovirales
  - Семейство Ackermannviridae
  - Семейство Herelleviridae
  - Семейство Myoviridae — включает бактериофаг T4 энтеробактерий
  - Семейство Podoviridae
  - Семейство Siphoviridae — включает бактериофаг λ энтеробактерий
- Порядок Herpesvirales
  - Семейство Alloherpesviridae
  - Семейство Herpesviridae (Герпесвирусы)
  - Семейство Malacoherpesviridae
- Порядок Ligamenvirales
  - Семейство Lipothrixviridae
  - Семейство Rudiviridae
- Неклассифицируемые семейства
  - Семейство Adenoviridae (Аденовирусы)
  - Семейство Ampullaviridae
  - Семейство Ascoviridae
  - Семейство Asfarviridae (Асфаровирусы)
  - Семейство Bicaudaviridae
  - Семейство Baculoviridae (Бакуловирусы)
  - Семейство Clavaviridae
  - Семейство Corticoviridae
  - Семейство Fuselloviridae
  - Семейство Globuloviridae
  - Семейство Guttaviridae
  - Семейство Hytrosaviridae
  - Семейство Iridoviridae
  - Семейство Lavidaviridae (Вирофаги)
  - Семейство Marseilleviridae
  - Семейство Mimiviridae — включает Mimivirus
  - Семейство Nimaviridae
  - Семейство Papillomaviridae (Папилломавирусы)
  - Семейство Phycodnaviridae
  - Семейство Plasmaviridae
  - Семейство Pleolipoviridae
  - Семейство Polydnaviridae
  - Семейство Polyomaviridae (Полиомавирусы)
  - Семейство Portogloboviridae
  - Семейство Poxviridae (Поксвирусы)
  - Семейство Sphaerolipoviridae
  - Семейство Tectiviridae
  - Семейство Tristromaviridae
  - Семейство Turriviridae
- Неклассифицируемые роды
  - Dinodnavirus
  - Tupanvirus

## Группа II — вирусы, содержащие одноцепочную ДНК
- Неклассифицируемые семейства бактериофагов
  - Семейство Inoviridae
  - Семейство Microviridae
- Неклассифицируемые семейства
  - Семейство Anelloviridae
  - Семейство Bacilladnaviridae
  - Семейство Bidnaviridae
  - Семейство Geminiviridae
  - Семейство Genomoviridae
  - Семейство Circoviridae
  - Семейство Nanoviridae
  - Семейство Parvoviridae (Парвовирусы)
  - Семейство Smacoviridae
  - Семейство Spiraviridae